# Michal Vondrka
Michal Vondrka (ur. 17 maja 1982 w Czeskich Budziejowicach) – czeski hokeista, reprezentant Czech.

## Kariera
- HC Czeskie Budziejowice (1999-2003)
  -  HC Jindřichův Hradec (2000)
  -  IHC Pisek (2001, 2003)
- Slavia Praga (2003-2012)
  -  HC Hradec Kralove (2005)
  -  HC Energie Karlowe Wary (2007)
  -  Kärpät (2011)
- Slovan Bratysława (2012-2015)
- Sparta Praga (2015)
- Piráti Chomutov (2015-2018)
- BK Mladá Boleslav (2018-2020)
- HC Pardubice (2020-2021)
- HC Czeskie Budziejowice (2021-2023)

Wychowanek klubu HC Czeskie Budziejowice, w którym występował przez pierwszych 10 lat swojej kariery. Od 2003 przez dziewięć sezonów (z krótkotrwałymi wyjątkami) zawodnik Slavii Praga. Od lipca 2012 zawodnik słowackiego klubu Slovan Bratysława. Od połowy 2013 związany rocznym kontraktem. Od końca stycznia 2015 zawodnik Sparty Praga. Od lipca 2015 do kwietnia 2018 zawodnik klubu Piráti Chomutov. Od maja 2018 zawodnik BK Mladá Boleslav. W styczniu 2020 przeszedł do HC Pardubice. Od listopada 2021 do marca 2023 ponownie reprezentował Czeskie Budziejowice.
Uczestniczył w turniejach mistrzostw świata edycji 2012, 2014, 2015.

## Sukcesy
Reprezentacyjne
- Brązowy medal mistrzostw świata: 2012

Klubowe
- Złoty medal mistrzostw Czech: 2008 ze Slavią Praga
- Srebrny medal mistrzostw Czech: 2004, 2006, 2009 ze Slavią Praga
- Brązowy medal mistrzostw Czech: 2010 ze Slavią Praga